# Monnaie constante
Pour les articles homonymes, voir Monnaie (homonymie).
Une monnaie constante est une monnaie ayant un pouvoir d'achat constant dans le temps. Sa valeur théorique est calculée pour une année donnée, et pour éliminer toute variation due à l'inflation ou la déflation. 
Pour passer d'une monnaie courante à une monnaie constante, on doit corriger la hausse des prix due à l'inflation à l'aide d'un indice des prix. Par exemple pour passer d'un dollar courant à un dollar constant, et supprimer l’impact de la variation des prix, le calcul est le suivant :
(dollars courants / indice des prix) x 100 = dollars constants.
Voici par exemple, un graphique représentant la valeur de dollars constants déterminé pour l'année 2005.
|  |